# Josse (Landes)
Josse é uma comuna francesa na região administrativa da Nova Aquitânia, no departamento Landes. Estende-se por uma área de 9,52 km². Em 2010 a comuna tinha 873 habitantes (densidade: 91,7 hab./km²).